# Trans-Alaska-Pipeline

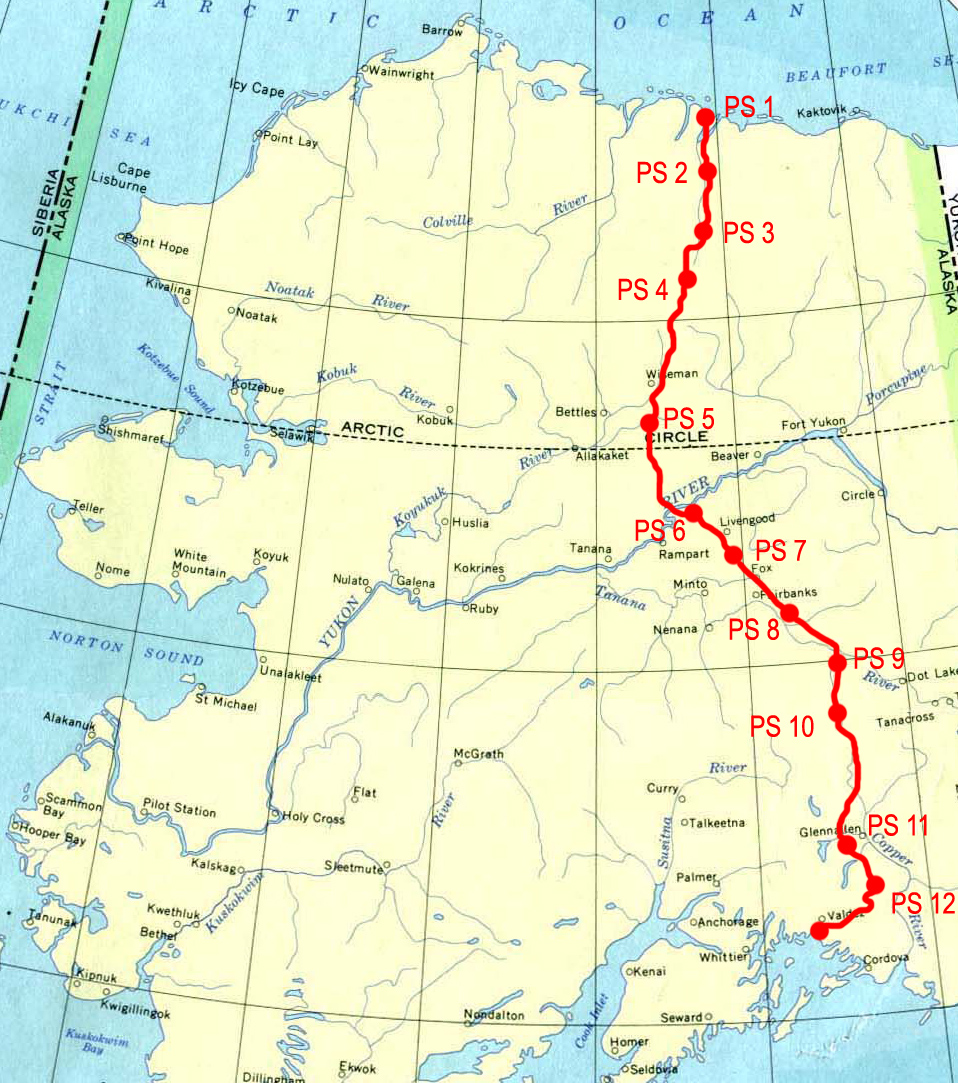
Verlauf der Trans-Alaska-Pipeline (rot). Punkte markieren die zwölf Pumpstationen. Die mit über 200 km längste Etappe zwischen PS4 und PS5 erklärt sich aus dem Gefälle am Südhang der Brookskette, auch Flußoberläufe fließen hier südwärts.

Die Trans-Alaska-Pipeline (TAP) ist eine Erdölleitung in Alaska in den Vereinigten Staaten. Sie verläuft 1287 km von der Prudhoe Bay im Norden zum eisfreien Hafen Valdez am Prince William Sound im Süden.

## Geschichte

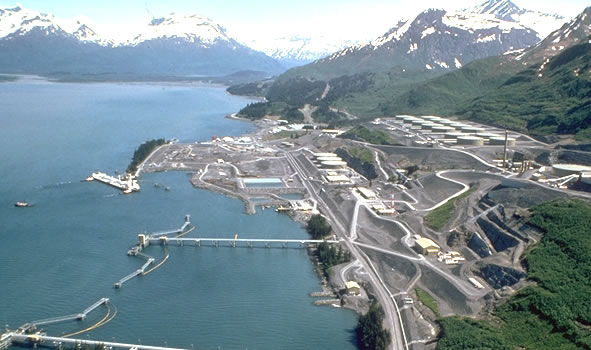
Das Marine-Terminal in Valdez

1968 wurde in der Prudhoe Bay Erdöl entdeckt. Eine Pipeline wurde als einzige durchführbare Lösung betrachtet, um das Öl zum nächsten eisfreien Hafen im 1021 km (Luftlinie) entfernten Valdez zu transportieren. Die Ölfirmen mit Förderrechten schlossen sich in dem Konsortium der Alyeska Pipeline Service Company zusammen, um die Pipeline entwerfen, bauen und betreiben zu können. Richard Nixon genehmigte den Bau der Pipeline durch die Unterzeichnung des „Trans-Alaska Pipeline Authorization Act“ am 16. November 1973.
Die Pipeline wurde nach sechs Jahren Vorbereitung in gut drei Jahren zwischen dem 29. April 1974 und dem 20. Juni 1977 für insgesamt acht Milliarden US-Dollar gebaut (Pipeline inklusive Pumpstationen und dem Ölhafen in Valdez).:15 Am 20. Juni 1977 floss zum ersten Mal Erdöl durch die Pipeline. Seitdem sind über 13 Milliarden Barrel (2,1 Milliarden m³) durchgeflossen, mit einem Spitzenwert von 2,1 Millionen Barrel (330.000 m³) pro Tag im Jahr 1988. Mit dem Öl wurden mehr als 16.000 Tanker am Marine-Terminal in Valdez gefüllt. Das Terminal bietet Liegeplätze für vier Schiffe gleichzeitig und hat 1,4 Milliarden US-Dollar gekostet. Der erste beladene Tanker, die ARCO Juneau, verließ den Terminal am 1. August 1977. Das Bauprojekt wurde 1979 mit dem Outstanding Civil Engineering Achievement Award der American Society of Civil Engineers (ASCE) ausgezeichnet.

## Konstruktion

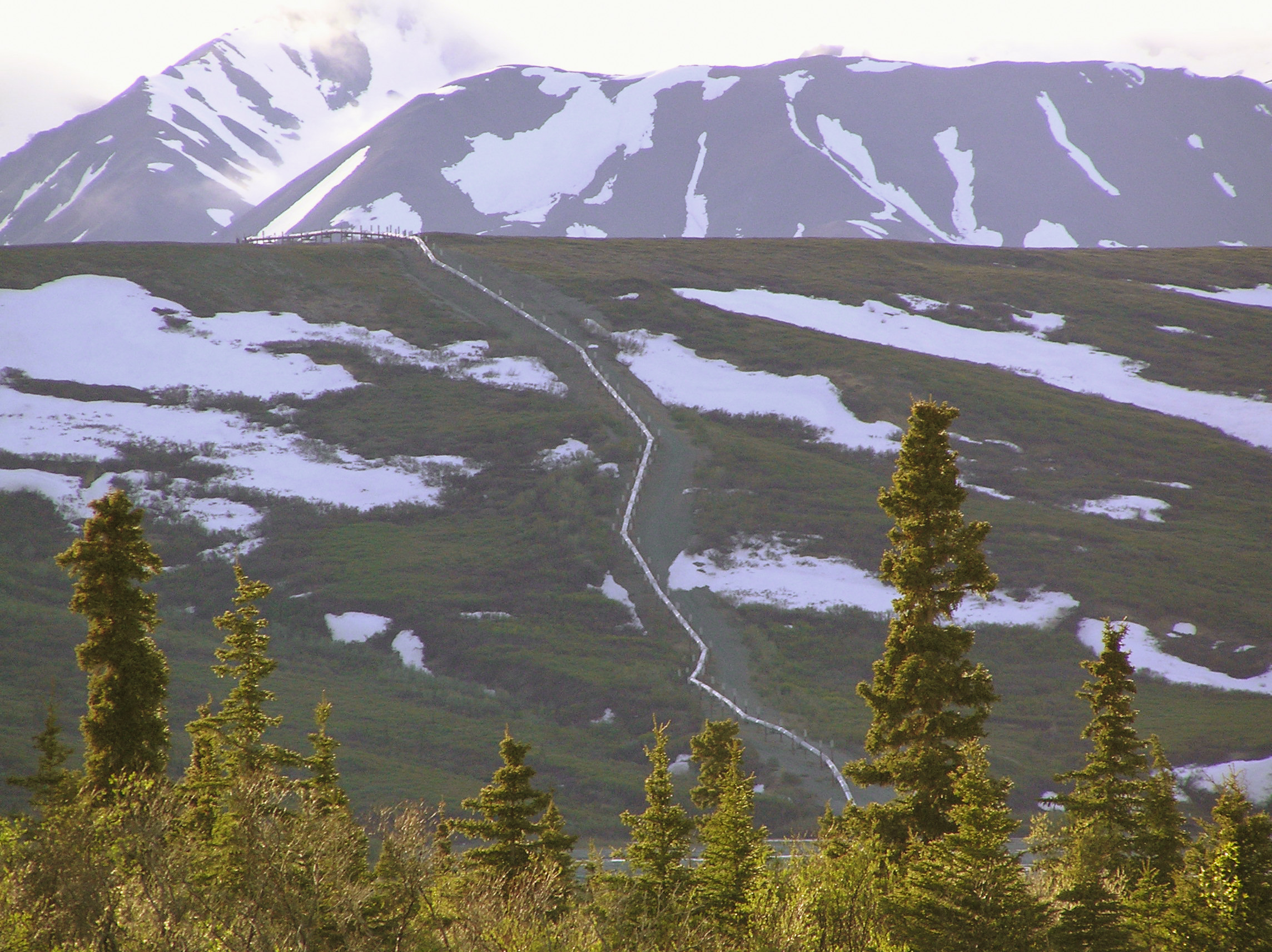
Trans-Alaska-Pipeline

Die 634 Meilen (1021 Kilometer) Entfernung, die es zu überbrücken galt, bargen einige besondere Herausforderungen, wie die raue klimatische Umgebung und Abgeschiedenheit vieler Trassensegmente. Die Pipeline, deren Durchmesser 1,22 m beträgt, wurde mit dem Gedanken an Erdbeben konstruiert und ist durch absichtliche Angriffe und möglicherweise Waldbrände gefährdet. Drei Gebirgsketten sowie unzählige Flüsse und Ströme mussten überquert werden, wodurch die Pipeline 266 km länger als Luftlinie wurde, insgesamt 1287 km.

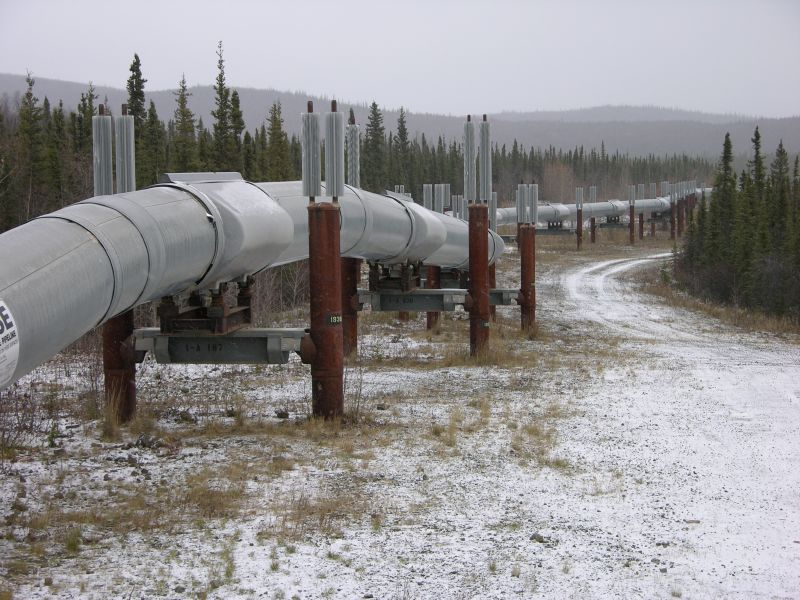
Wärmeisoliertes Rohr im Zick-Zack, Heatpipe-gekühlte Stahlstützen mit Gleitschuh am Querträger (2005)

Außerdem zwang der Permafrostboden Alaskas die Konstrukteure dazu, die Pipeline fast über die Hälfte der Länge auf Stelzen zu bauen. Es ist die erste heiße Pipeline mit 70 bis 80 Grad Celsius, weil das Alaskaöl einen hohen Wachsgehalt hat und deshalb nicht abgekühlt werden kann. Die Stelzen wurden nötig, da die Pipeline sonst durch den Temperaturunterschied zwischen dem Erdöl und dem gefrorenen Boden das Permafrosteis geschmolzen hätte und darin versunken wäre. Deshalb wurde vor Beginn der Arbeiten fünf Jahre lang die Umgebung beobachtet sowie geologische Proben entnommen. Auch während die Löcher für die Fundamente der Stelzen gegraben oder gebohrt wurden, wurden oft Geologen gerufen, um den freigelegten Untergrund zu untersuchen.
Die Pipeline wurde in sechs Bauabschnitten von fünf Vertragspartnern gebaut, die in der Hochphase der Bauarbeiten zusammen 21.000 Menschen beschäftigten. 31 von ihnen starben bei Unfällen während der Bauphase. Für die Überquerung des Yukon River wurden eigens zwei Hoverbarges mit je 160 Tonnen Ladekapazität gebaut. Allein für Transporte der Röhren wurden die RoRo-Fähren 8.000 Mal verwendet. Im Oktober 1979 wurde eine Brücke über den Yukon eröffnet, der an dieser Stelle ca. 580 m breit ist. Die E.L. Patton Yukon River Bridge hat 30 Mio. USD gekostet, sie trägt neben der Pipeline auch eine Fahrbahn von gut 9 m Breite und ist 700 m lang.:12
Vor dem Bau wurde die gesamte Trasse durch ein Archäologen-Team der Universität von Alaska und der Alaska Methodist University (heute Alaska Pacific University) auf menschliche Artefakte untersucht; an etwa 330 Stellen gruben sie.:10

## Technik
| Technische Daten                | Technische Daten                                     |
| ------------------------------- | ---------------------------------------------------- |
| Bauzeit                         | 29. April 1974 bis 20. Juni 1977                     |
| Todesfälle                      | 32 während der Bauzeit 10 seit Errichtung            |
| Länge                           | 1.287 km                                             |
| Rohrdurchmesser                 | außen: 1,22 m                                        |
| Wanddicke                       | 1,17 cm (auf 750 km) 1,43 cm (auf 538 km)            |
| Dicke d. Rohrisolation          | 9,5 cm                                               |
| Aufstützpunkte                  | 78.000                                               |
| Füllvolumen                     | 9.059.057 Barrel = 1.440 Mio. l                      |
| Durchflussleistung              | 759.081 Barrel/Tag = 120 Mio. l/Tag = 83.800 l/Min.  |
| Durchflussgeschw.               | 6 km/h                                               |
| Durchflusszeit                  | 11,9 Tage                                            |
| Maximaldruck                    | 81,4 bar                                             |
| Temp. des Rohöls                | 44 °C (Einspeisung) 14 °C (Auslass)                  |
| Hauptventile                    | 178                                                  |
| Kraftstoffverbrauch der Anlagen | 794.900 l/Tag                                        |
| Molch-Intervalle                | Reinigung: alle 7–14 Tage Untersuchung: alle 3 Jahre |
| Höchster Punkt                  | 1.444 m                                              |
| Steigung                        | max. 145 % (55°) (Thompson Pass)                     |
| Pipeline-Brücken                | 13                                                   |
| Flussquerungen                  | ~034 große ~500 kleine                               |
| Wildquerungsstellen             | Überführung: 554 Unterführung: 23 dav. 2 gekühlt     |

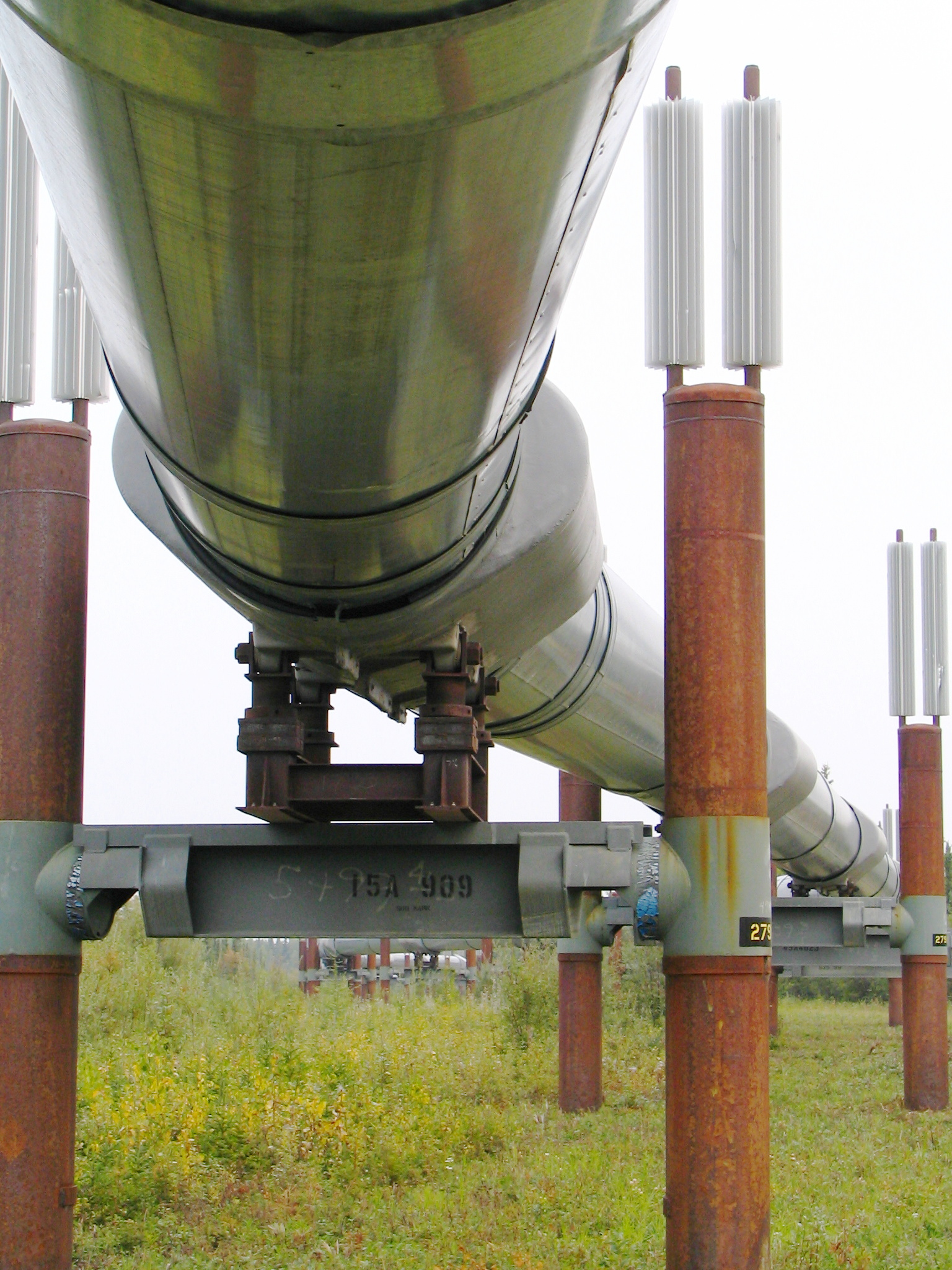
Detailansicht der gekühlten Stelzen

Das Öl, das mit einer Temperatur von rund 80 °C aus dem Boden kommt, wird mit einer Temperatur von etwa 50 °C in die Rohrleitung eingespeist. Ohne eine Kühlung würde so viel Wärme vom Öl über die Stahlstützen der Pipeline in den Boden geleitet werden, dass der Dauerfrostboden lokal aufschmelzen könnte. Dadurch würde die Pipeline einsinken und Gefahr laufen zu brechen oder zu reißen.
In einigen aufgeständerten Teilen der Pipeline werden die Stützen, die sonst zu viel Wärme vom Rohr in den Boden leiten würden, passiv gekühlt. Wärmerohre, mit passender Menge trockenen Ammoniaks gefüllt, kühlen bodennah die Beine der Stützen durch Verdunstung im Rohr und werden selbst über Radiatoren gekühlt, die Wärme an die Umgebungsluft abgeben. Das in den Wärmerohren enthaltene Ammoniak absorbiert die Wärme und verdampft am Boden der Stützen, um anschließend zu den Spitzen der Radiatoren aufzusteigen, wo die dort kühlere Umgebungsluft die Kondensation hervorruft. Nun fließt das Ammoniak zurück zum Boden, wo es erneut verdampft und der Kreislauf beginnt von vorne. Da die Siedetemperatur von Ammoniak bei Normaldruck mit −33 °C deutlich niedriger ist als die maximal erlaubte Temperatur des Dauerfrostbodens und andererseits bei +20 °C Ammoniak nur etwa 8,5 bar Dampfdruck erreicht, ist Ammoniak als Kältemittel tauglich und die Kühlung wirkt das ganze Jahr.
Ingenieure und Mitarbeiter, die für die Wartung zuständig sind, betrachten dieses einfache, selbsttätige Kühlsystem als größte Innovation, die im Zusammenhang mit der Pipeline entwickelt wurde.
In den Bereichen mit tauanfälligem Dauerfrostboden, in denen die Pipeline wegen Verkehrskreuzungen (Unterführung des Glenn Highway, Glennallen) oder Lawinenhängen unterirdisch verlegt werden musste, wurde sie in einem Kanal verlegt. Isolation hemmt hier den Wärmeübergang vom warmen Pipelinerohr zum Boden, Kühlanlagen pumpen kalte Salzlösung durch 15 cm dicke Rohre, die im Boden parallel zur vergrabenen Pipeline liegen, um den Boden in der Nähe gefroren zu halten. Je nach Empfindlichkeit des Bodens wurden an anderen Stellen isolierte, jedoch ungekühlte oder gar konventionelle Kanäle errichtet.

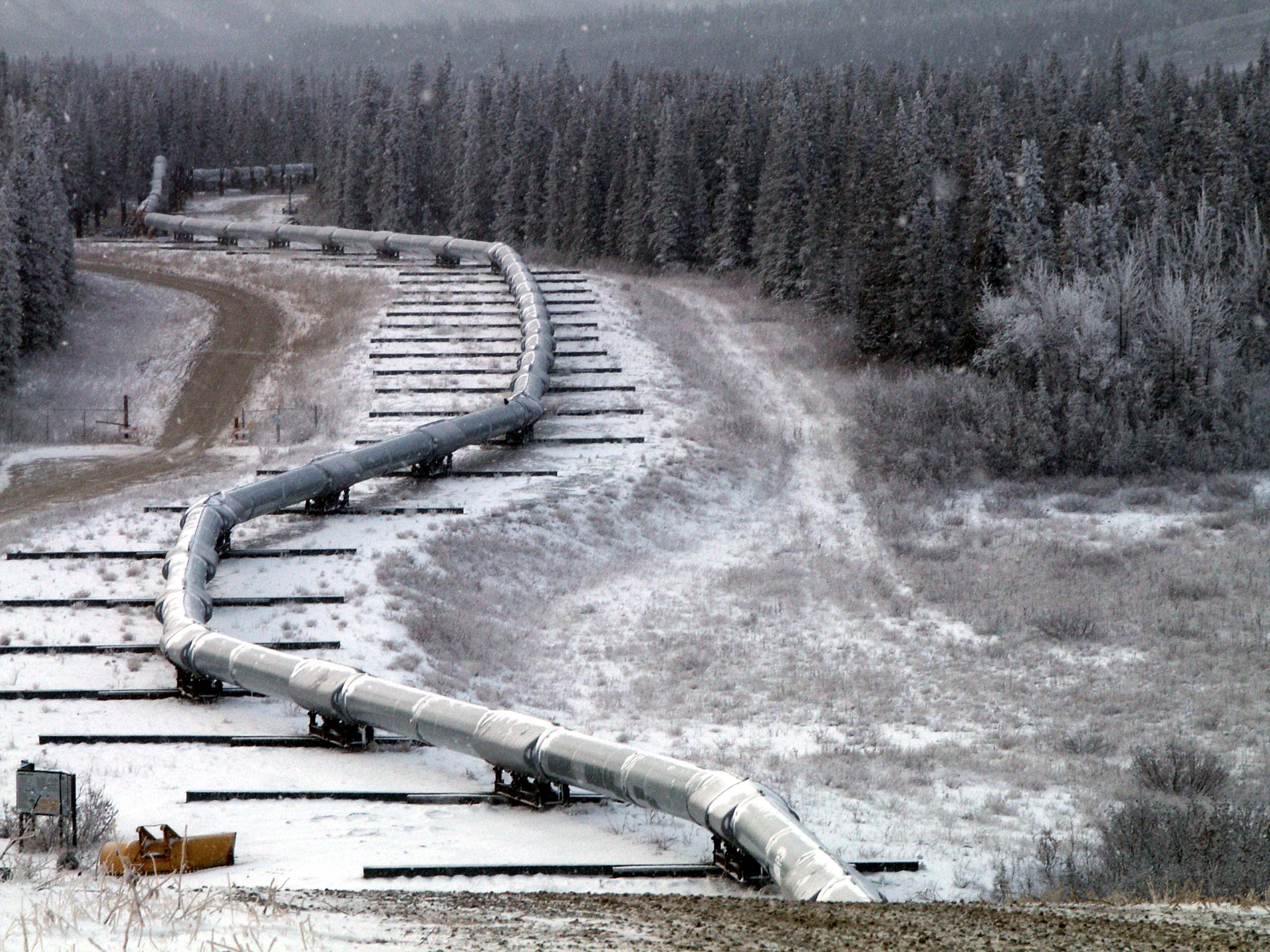
Die Pipeline an der Denali-Verwerfung

Um der Pipeline bei thermischen Längenänderungen oder Erdbeben Bewegungsspielraum zu lassen, verläuft sie in mehr oder weniger ausgeprägter Zick-Zack-Spur. Die Stützstreben der Pipeline besitzen spezielle „Schuhe“, um diese Bewegungen ebenfalls zu ermöglichen. Außerdem sind dort Knautschzonen vorgesehen, um plötzliche Stoßeinwirkungen durch Erdbeben, Lawinen oder Fahrzeuge auszugleichen.

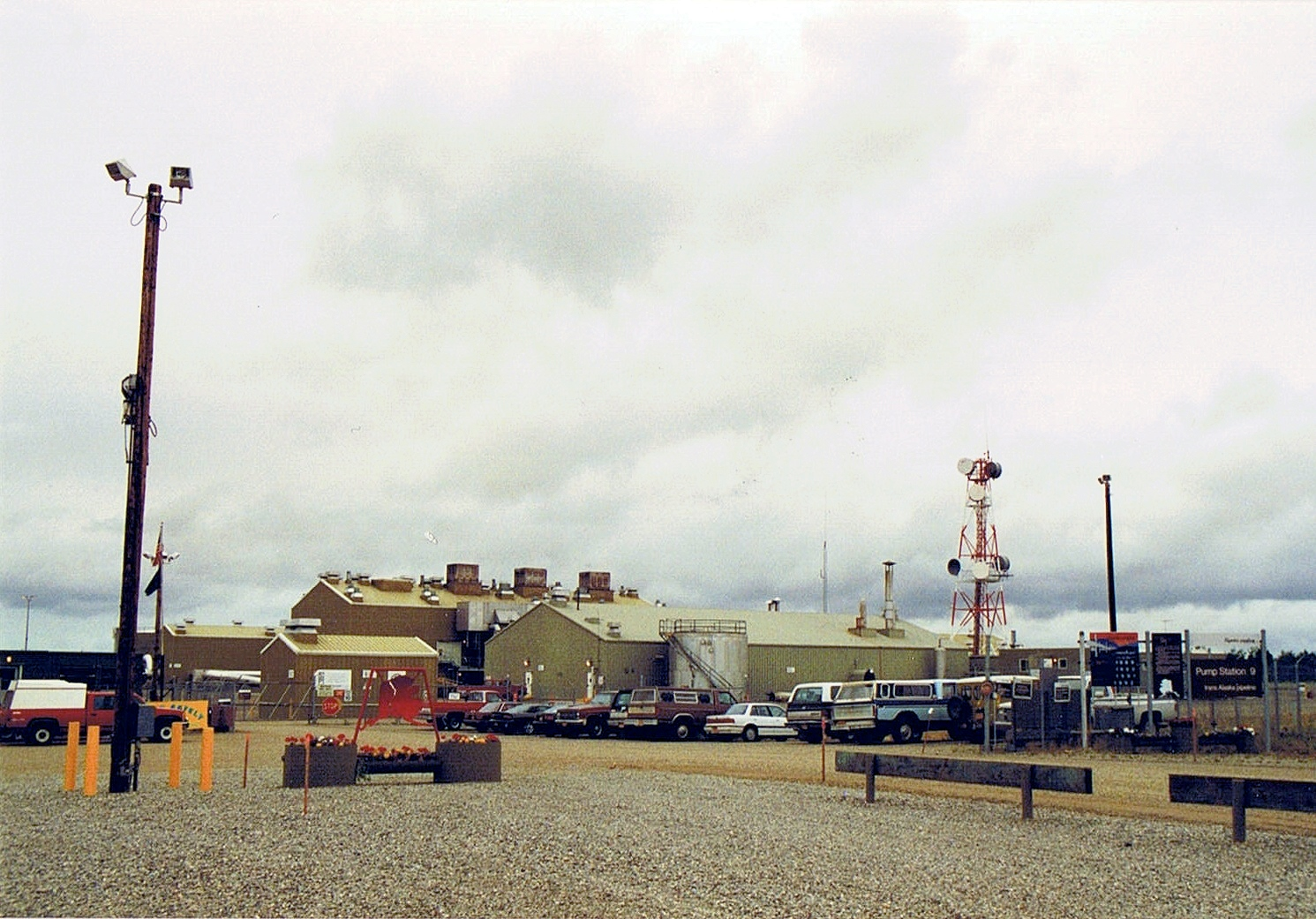
Pumpstation #9

Entlang der Rohrleitung stehen elf Pumpstationen, in denen sich jeweils vier Pumpen befinden. Jede elektrische Pumpe wird von Diesel- oder Erdgas-Generatoren angetrieben. Ursprünglich waren zwölf Pumpstationen geplant gewesen, Pumpstation 12 wurde jedoch nie gebaut. Dies erklärt auch die Lücke innerhalb der Nummerierung der Stationen. Normalerweise werden nur etwa sieben der Stationen gleichzeitig betrieben, was sich durch den geplanten Einsatz von neueren Hochleistungspumpen noch weiter verringern dürfte.

## Wartung
Die Rohrleitung wird mehrmals täglich inspiziert, was meist aus der Luft geschieht. Durch die günstige Lage der Inspektionsbasen kann die gesamte Pipeline in nur zwei Stunden untersucht werden. Die Inspektionen dauern aber meist länger, um eine gewisse Gründlichkeit der Untersuchung sicherzustellen.
Eine weitere Methode sind spezielle Messgeräte, sog. Molche, die in regelmäßigen Abständen durch die Leitung geschickt werden. Manche davon werden benutzt, um Paraffinablagerungen im Inneren der Rohrleitung zu entfernen, während andere über eine komplexe Elektronik verfügen, die während des Flusses im Rohöl genaue Messwerte über den Pipelinezustand ermitteln können.

## Schadensfälle

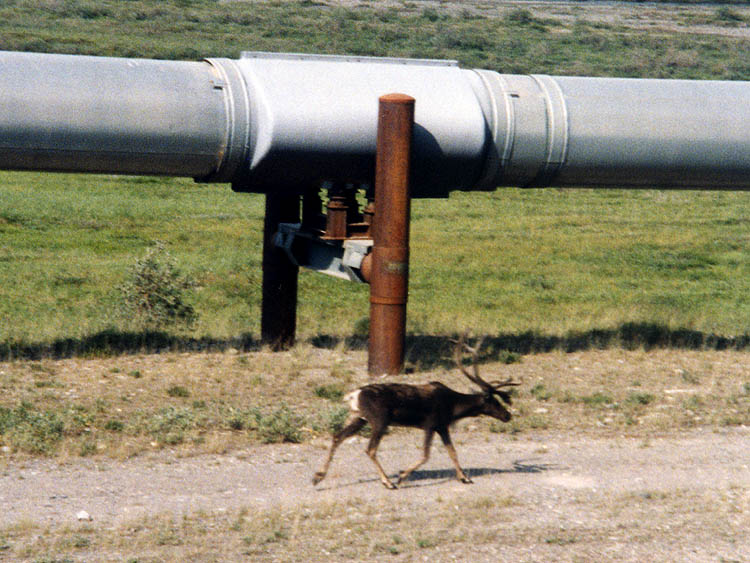
Trans-Alaska-Pipeline mit Karibu

Die Rohrleitung wurde einige Male beschädigt.
Im Februar 1978 verlor man 16.000 Barrel (2500 m³) Rohöl durch eine vorsätzlich herbeigeführte Explosion in der Nähe von Steele Creek, Fairbanks. Es konnte allerdings kein Schuldiger gefunden werden.
Zwischen 1978 und 1994 gab es im Jahresdurchschnitt 30 bis 40 Lecks, wobei die letzten vier Jahre mit insgesamt 164 Lecks den Löwenanteil ausmachen. Allerdings war keine dieser Beschädigungen wirklich schwerwiegend. Ab 1995 gelang es den Betreibern, die Anzahl der Lecks derart zu reduzieren, dass zwischen 1997 und 2000 nur insgesamt drei Barrel Rohöl verloren wurden.
Obwohl die Rohrleitung selbst kugelsicher ist, gelang es am 4. Oktober 2001 einem betrunkenen Jäger, ein Loch in eine Schweißnaht zu schießen, wodurch 6000 Barrel (950 m³) verloren gingen. Der Jäger wurde später festgenommen.
Eine weitere Beschädigung gab es 2003, als ein Baggerfahrer, der Bäume wegschaffen wollte, aus Versehen die Pipeline griff und sie in zwei Teile brach. Dabei gingen ca. 7000 Barrel (1100 m³) verloren.

### März 2006: vorübergehende Schließung
Am 2. März 2006 wurde von einem Mitarbeiter der BP Exploration (Alaska) ein großes Ölleck in der westlichen Prudhoe Bay entdeckt. Mindestens 267.000 Gallonen (ca. 1010,7 m³) Öl liefen aus und machten es zum bisher größten Ölausfluss im nördlichen Alaska. Die Havarie veranlasste das United States Department of Transportation, von BP eine Inspektion auf Korrosion der Röhren mit einem sogenannten Diagnosemolch zu verlangen. Dieser Inspektionsroboter kann durch das Innere der Leitungen laufen und die Wandstärke der Leitungen überprüfen. Dabei entdeckte BP zum Teil gravierende Korrosionsschäden.
Daraufhin kündigte BP am 6. August 2006 an, dass eine Strecke von etwa 25,75 km (16 Meilen) der Pipeline in der Bucht ersetzt werden müssten. Auf dieser Strecke habe die Wandstärke um bis zu 80 % von ursprünglich 10 mm durch Korrosion verloren. BP zeigte sich überrascht, solch gravierende Korrosionen vorzufinden. Das Unternehmen betonte aber, dass regelmäßige Korrosionskontrollen in Abstimmung mit den Behörden durchgeführt worden seien. Die Leitungen seien regelmäßig mit chemischen Mitteln zum Korrosionsschutz gespült und regelmäßig per Ultraschall untersucht worden. Bei BP sei man davon ausgegangen, dass diese Methoden geeignet und ausreichend seien. Wie sich nun herausgestellt habe, sei dies nicht der Fall. Die unerwartet starke Korrosion war durch elektrische Spannungen von bis zu 12 Volt entstanden, welche durch Sonnenstürme und damit verbundene geomagnetische Stürme in der metallischen Röhre induziert wurden. Das Unternehmen entschloss sich daraufhin zur vorübergehenden Schließung.
Am 11. August gab BP bekannt, dass die Produktion im westlichen Teil des Prudhoe Bay Ölfeldes fortgesetzt wird. Diese Entscheidung basiere auf neuen Untersuchungsergebnissen und sei in Absprache mit den staatlichen Behörden erfolgt. Nachdem BP Ende September auch die Produktion im östlichen Teil des Ölfeldes mit Genehmigung durch das US-Verkehrsministerium wieder aufgenommen hatte, lag die tägliche Ausbringungsmenge Ende Oktober 2006 wieder bei mehr als 400.000 Barrel. Diese Menge entspricht der Produktion vor dem 6. August 2006. Experten schätzten die Höhe der Steuerausfälle für den Staat Alaska auf ungefähr US$ 6,4 Millionen täglich.

### Mai 2010: Schadensfall
Ein neuer Unfall ereignete sich im Mai 2010, bei dem über 100.000 Gallonen (ca. 380 m³) Öl freigesetzt wurden. Der Unfall ereignete sich beim Test der Brandmeldeanlage von Pumpstation Nr. 9, ca. 160 km südlich von Fairbanks. Beim Abschalten der Stromversorgung im Rahmen des Tests öffneten sich Entlastungsventile und Öl floss aus der Pipeline von einem primären Lagertank in sekundäre Auffangbecken.

### Januar 2011: Schadensfall
Die Pipeline musste am 8. Januar 2011 wegen eines Lecks die Kapazität verringern, bis zum 17. Januar wurde nach den Reparaturarbeiten wieder die volle Kapazität erreicht.

### 2021: Schadensfall
Im Jahr 2021 wurde die Pipeline zum ersten Mal durch auftauenden Permafrost beschädigt. Permafrost, d. h. Boden, der seit mehr als zwei Jahren gefroren ist, ist für die Integrität der Pipeline unerlässlich. Etwa 57 Meilen nordwestlich von Fairbanks verursachte der auftauende Permafrost ein Kriechen des Hangs, was wiederum dazu führte, dass sich die Stützen der Pipeline verdrehten und bogen. Die Aleyska Corporation musste beim Alaska Department of Natural Resources Notmaßnahmen beantragen, um den Permafrost stabil zu halten.

## Trivia

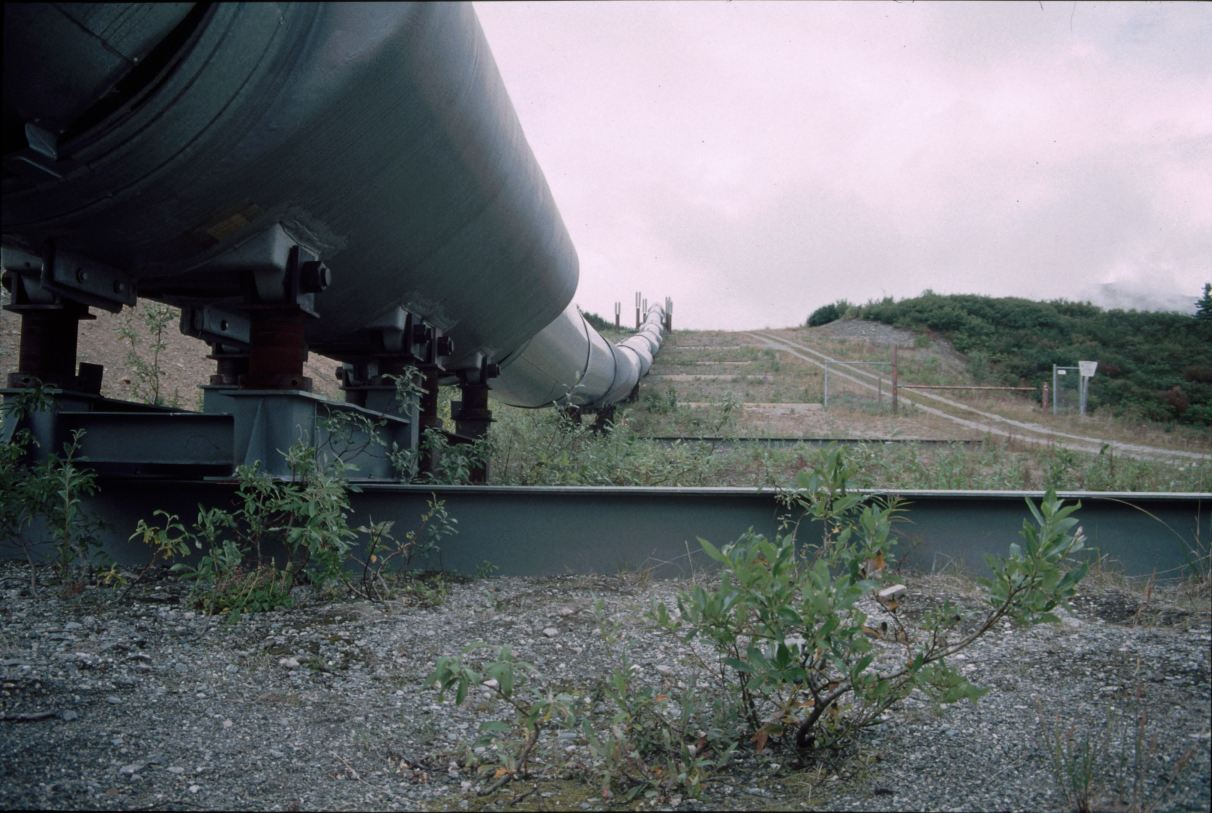
Aufgeständerte Pipeline

Zukunft und Dauerhaftigkeit der Pipeline nach einem fiktiven Verschwinden der Menschheit wird in Folge 7 der 2. Staffel der Dokufiktion-Serie Zukunft ohne Menschen (Wogen des Todes, USA 2010) gezeigt.